# Club Ninja
| Recensione | Giudizio |
| ---------- | -------- |
| AllMusic   |          |

Club Ninja è il decimo album in studio del gruppo musicale hard rock Blue Öyster Cult, pubblicato nel gennaio 1986.

## Tracce
1. White Flags – 4:42 (Leggatt Bros.)
2. Dancin' in the Ruins – 4:01 (Larry Gottlieb, Jason Scanlon)
3. Make Rock Not War – 3:58 (Bob Halligan Jr.)
4. Perfect Water – 5:31 (Donald Roeser, Jim Carroll)
5. Spy in the House of the Night – 4:23 (Roeser, Richard Meltzer)
6. Beat 'Em Up – 3:24 (Halligan Jr.)
7. When the War Comes – 6:03 (Joe Bouchard, Sandy Pearlman)
8. Shadow Warrior – 5:42 (Eric Bloom, Roeser, Eric Van Lustbader)
9. Madness to the Method – 7:26 (Roeser, Dick Trismen)

## Formazione
- Eric Bloom - voce, chitarra
- Donald Roeser - chitarra
- Joe Bouchard - basso
- Tommy Zvoncheck - tastiere, pianoforte, organo
- Jimmy Wilcox - batteria